# Густов, Виталий Павлович
Виталий Павлович Густов — советский хозяйственный, государственный и политический деятель.

## Биография
Родился в 1949 году в селе Старо-Дрожжево (сейчас — село Стародражжёво). Член КПСС.
С 1967 года — на хозяйственной, общественной и политической работе. В 1967—2009 гг. — оператор, мастер, инженер‑технолог, заместитель начальника, начальник цеха НГДУ «Арланнефть».
За большой личный вклад в увеличение добычи нефти и газа был в составе коллектива удостоен Государственной премии СССР за выдающиеся достижения в труде 1987 года.
Жил в Башкирии.